# Acartiapotamon
Acartiapotamon is een geslacht van kreeftachtigen uit de klasse van de Malacostraca (hogere kreeftachtigen).

## Soort
- Acartiapotamon inflatum (Dai, Song, Li, Chen, Wang & Hu, 1985)